# 舎人監
舎人監（とねりげん）は、律令制において春宮坊に属する機関の一つで、東宮に仕える舎人を監督する官司である。

## 職掌
春宮坊に被管される三監の一つで、皇太子に奉仕する舎人の名帳・礼儀・分番のことをつかさどっていた。延喜年間には廃止されたものと見られ、諸書にその名前は現れなくなった。
その監察下にあるのが東宮に宿衛する帯刀舎人で、『類聚三代格』によると、光仁天皇の宝亀7年（776年）には10人、その後、平城天皇の大同元年（806年）に10人、さらに追加されて計30人となっている。『延喜式』に、坊舎人の600人中、30人が帯刀舎人だと記されている。
実態として、職務に就こうとしない舎人が多かったため、平安時代に入り、白丁（庶民）枠を設けて穴埋めが図られている。白丁枠は600名中100名であったが、大同元年に一時廃止されるも、やはり運営が難しいためか、弘仁3年（813年）の法令で改めて出されるが、白丁枠は欠員が出ても補充しないとしている。さらにのち、入色枠500名の内、100名を外任（外位者）枠とし、欠員が出れば補充すると定められた。入色枠が最終的に400名（外任枠100名・白丁枠100名）となった理由は、仕えようという気持ちがないというものであり、忠義心に問題があったためである。

## 職員
- 正（従六位上相当）一名
- 佑（正八位下相当）一名
- 令史（少初位上相当）各一名
- 舎人六百名
- 使部　十名（『延喜式』の中にも、舎人監の使部6人があることが記されている[5]）
- 直丁　一名